# Apocatàstasi
L'apocatàstasi, del grec αποκαθιστώ, és un concepte sobretot utilitzat per Orígenes, i que segons ell significa que la fi dels temps, tots, pecadors i no pecadors, tornaran a ser un amb Déu.

## Font del concepte
La paraula apocatàstasi apareix un sol cop al Nou Testament i concretament a Fets dels Apòstols 3,20 s.:
| « | ὅπως ἂν ἔλθωσι καιροὶ ἀναψύξεως ἀπὸ προσώπου τοῦ Κυρίου καὶ ἀποστείλῃ τὸν προκεχειρισμένον ὑμῖν Χριστόν Ἰησοῦν, ὃν δεῖ οὐρανὸν μὲν δέξασθαι ἄχρι χρόνων ἀποκαταστάσεως πάντων ὧν ἐλάλησεν ὁ Θεὸς διὰ στόματος πάντων ἁγίων αὐτοῦ προφητῶν ἀπ' αἰῶνος. | Així el Senyor farà venir un temps de consolació i us enviarà Jesús, el Messies que us ha estat destinat i que el cel havia d'acollir fins al temps de la restauració universal. És d'aquesta restauració que Déu havia parlat per boca dels seus sants profetes de temps antic. | » |

Aquest perícope pertany al sermó de Sant Pere als jueus en què s'accentua l'esperança messiànica d'una nova creació; totes les coses seran renovades i regnarà un ordre perfecte i definitiu conforme al pla de Déu.
D'allò anterior, deriva el problema doctrinari de pretendre provar per aquest text el retorn definitiu de tots els pecadors, àdhuc Satanàs, a l'harmonia del seu primer principi, Déu; màxim, quan el càstig definitiu dels mals queda exprés repetidament en el propi Nou Testament. Hi ha texts a Pau sobretot en tractar de l'eficàcia salvífica universal de Crist que confirmen el sentit oposat a la interpretació de l'apocatàstasi; en ells, més que un retorn definitiu de tots els pecadors, s'hi ensenya la finalitat última a la qual es dirigeix l'obra divina de salvació. En definitiva, encara que tots seran vivificats en Crist, pocs són els que se salven.

## L'apocatàstasi en Orígenes
L'apocatàstasi rebé una explicació en Orígenes no acceptada per l'ortodòxia, atès que segons l'Església, «es deixà portar en la seva obra d'un equivocat sentit de l'harmonia, enfosquint la realitat de la llibertat». És propi de la bondat de Déu —diu Orígenes— que es manifesti per la creació i de la seva immutabilitat que creï des de l'eternitat. El món dels esperits, entre els quals cal incloure les ànimes dels homes, és la primera manifestació o comunicació del Pare duta a terme a través del logos. Tots foren creats ab aeterno i tots igualment perfectes; i com la bondat no els pertany per natura, hauran de decidir-se a ella mitjançant l'ús recte de llur llibertat. El seu abús tingué com a resultat la creació del món sensible; en ell s'hi troben com en lloc de purificació mentre són presos en cossos materials. Això no obstant, arribarà el dia en què tots els esperits vinguin de nou a Déu i, encara que hagin de patir un foc purificador, finalment tots seran salvats i glorificats.
En allò exposat fins al moment, Orígenes assentà dos principis:
- Que Déu, a conseqüència de la seva bondat summa, ha hagut de ser el creador d'uns éssers espirituals i d'un món sensible
- Que aquests éssers, amb la prerrogativa de la llibertat, són l'única causa de l'existència del mal al món.

En efecte, si Déu ha estat el principi, només Ell pot ser el final, «car sempre fou semblant el final dels inicis», i es podrà dir que el món haurà arribat a la seva finalitat en el moment en què la connatural resistència entre la mort i el dimoni d'una part i Déu d'una altra hagi desaparegut totalment. Tots els esperits, creats lliures per Déu, conservaran eternament llur llibertat i podran sempre escollir entre el bé i el mal: els dimonis convertir-se en àngels, i viceversa, mentre que els homes es convertiran en àngels o dimonis si no és que han merescut continuar sent homes. Això no obstant, aquesta evolució coneixerà el seu terme atès que la redempció operada per Crist tingué per finalitat la restauració de totes les coses; sens dubte, aquesta redempció fa sentir paulatinament la seva eficàcia fins al punt en què ningú serà salvat contra la seva voluntat. El mal no pot prevaldre amb el domini del món; si Déu ho permeté fou amb vista al bé; per tant, les mateixes penes dels dimonis i condemnats a l'infern no tenen una altra finalitat que servir d'ensenyament i de medecina. Així doncs, car —continua Orígenes— arribarà un dia en què tots els éssers intel·ligents, inclosos Satanàs i els àngels rebels, entraran de nou en l'amistat de Déu i Ell «serà tot en tothom». Llavors tot allò no espiritual tornarà al no-res i la unitat originària de Déu i de tota criatura espiritual serà restaurada. Així doncs, les conclusions que se'n poden extreure de la doctrina d'Orígenes són:
- que no hi ha un infern etern
- que Déu castiga el pecat només amb penes medicinals
- que el foc de l'infern és un foc purificador

## Reacció de l'Església
La doctrina d'Orígenes suscità reaccions fortes, encara que influí en diversos autors antics que la recolliren si bé matisant-la; així Gregori de Nissa, Dídim d'Alexandria, Evagri del Pont, Diodor de Tars i Teodor de Mopsuèstia. Posteriorment, i amb accents panteistes, reapareix a Joan Escot Eriúgena i Friedrich Schleiermacher. Fou condemnada per l'Església en els següents documents:
- Al sínode Endemousa de Constantinoble el 543[5]
- Al Concili de Constantinoble II el 553[6]
- Al Concili del Laterà IV, el 1215[7]
- A la Constitució Dogmàtica Benedictus Deus, de Benet XII, el 29 de gener del 1336[8]